# Hendea fiordensis
Hendea fiordensis is een hooiwagen uit de familie Triaenonychidae.